# Kay Tye
Kay Tye   (Estats Units d'Amèrica, 1981), és una reconeguda neurocientífica estatunidenca i professora al Salk Institute for Biological Sciences. Estudia l'ús de tècniques de neuromodulació, com optogenètica, per tal d'identificar els circuits neuronals implicats en emoció innata, motivació i comportaments socials.

## Biografia
Kay Tye va créixer a Ithaca a l'estat de Nova York, on els seus pares treballaven a la Universitat Cornell. Els seus pares, Henry Tye i Bik Kwoon Tye, hi van emigrar des de Hong Kong. Es va llicenciar en ciència cognitiva al Massachusetts Institute of Technology (MIT) el 2003. Després de graduar-se, va passar un temps aprenent break dance i viatjant per Austràlia durant un any, abans de retornar a Universitat de Califòrnia a San Francisco (UCSF), on es va doctorar en neurociència, al laboratori de Patricia Janak. En la tesis de doctorat va demostrar l'increment en activitat neuronal a l'amígdala de rates que aprenen a associar un estímul amb una recompensa. Els seus esforços van resultar en una publicació a la revista científica Nature que guanyà els premis Donald B. Lindsley Prize in Behavioral Neuroscience i el premi Harold M. Weintraub Graduate Student Award. Tye va rebre el títol de doctor en neurociència el 2008.

## Recerca científica
Entre 2008 i 2009, Tye va treballar com a associada d'investigació post-doctoral al Ernest Gallo Clinic and Research Center a la Universitat de Califòrnia de San Francisco i més tard a la Universitat Stanford, entre 2009 a 2011. A Stanford, va treballar al laboratori de Karl Deisseroth, on va contribuir a l'aplicació de l'optogenètica, una tècnica que fa servir llum per activar o inhibir l'activitat a poblacions específiques de neurones al cervell.
Kay Tye va tornar al MIT el 2012, com a professor associat al Picower Institute for Learning and Memory. Va fer recerques per a comprendre com mecanismes neuronals similars a l'amígdala poden regular diferents comportaments en resposta a estímuls positius i negatius. Fent servir optogenètica per controlar l'activitat de les neurones en aquesta regió, el seu treball pretén disseccionar els circuits neuronals que comuniquen amb els circuits de recompensa i por. Seguint aquesta estratègia, Tye i el seu laboratori van identificar diferents poblacions de neurones, amb diferent funció, morfologia i expressió genètica i van confirmar que aquestes diferències estan associades amb diferents modes de processament d'informació resultant en un reforçament positiu i negatiu. El seu treball ha contribuït a entendre comportaments socials com ansietat i les bases de malalties psiquiàtriques.
També ha fet recerques sobre els circuits neuronals associats a l'alcoholisme. Va identificar alteracions cerebrals a ratolins que prediuen consum d'alcohol de forma compulsiva. Aquest tipus de recerca podria portar a entendre perquè algunes persones desenvolupen addicció a l'alcohol, mentre que d'altres no.
Tye va rebre el NIH Director's New Innovator Award el 2013 i el NARSA Youn Investigator Award el 2014. El 2014, va rebre el reconeixement MIT Technology Review T35, com una de les millors investigadores per sota de trenta-cinc anys per la seva aplicació d'optogenètica per identificar els circuits neurals implicats en ansietat i interacció social.
El novembre de 2019, Dr. Tye va fer una TED Talk a la National Academy of Sciences, sota el títol «What Investigating Neural Pathways Can Reveal About Mental Health».

## Publicacions
1. Siciliano, C.A., Noamany, H., Chang, C.J., Brown, A.R., Chen, X., Leible, D., Lee, J.J., Wang, J., Vernon, A.N., Vander Weele, C.M., Kimchi, E.Y., Heiman, M., Tye, K.M. A cortical-brainstem circuit predicts and governs compulsive alcohol drinking. (2019) Science. 366(6468):1008-1012. DOI: 10.1126/science.aay1186[11]

## Premis[2]
- Society for Neuroscience (SFN) Young Investigator Award (2016)
- Daniel X. Freedman Award (2016)
- Presidential Early Career Award for Scientists and Engineers (PECASE) (2016)
- New York Stem Cell Foundation – Robertson Investigator (2015–2019)
- McKnight Scholar Award (2015–2018)
- Harold E. Edgerton Faculty Achievement Award (2015)
- NIMH (2014–2018)
- Sloan Research Fellow, Alfred P. Sloan Foundation (2014–2015)
- NARSAD Young Investigator Award (2014–2015)
- TR35, Technology Review's Top 35 Innovators Under 35 (2014)
- ACNP Associate Member (2014)
- NIH Director's New Innovator Award (2013–2018)
- Klingenstein Foundation Award (2013–2015)
- Whitehead Career Development Professorship (2013–2015)
- Whitehall Foundation Award (2012–2014)
- Kavli Foundation Frontiers Fellow
- Jeptha H. and Emily V. Wade Award (2012)
- Stanford University Post-Doctoral Award (2010)
- NRSA Post-Doctoral Research Fellow (2009–2012)
- European Brain and Behavior Society Post-Doctoral Fellow Award (2009)
- Harold M. Weintraub Graduate Student Award (2009)
- Donald B. Lindsley Prize (2009)
- NSF Graduate Research Fellow (2005–2008)